# Yi-King Do - Việt Nam Thái Cực Quyền
 (mai 2020).
Le Yi-King Do Viet Nam Thai Cuc Quyen est un art martial vietnamien fondé dans les années 70 en France par Maître LÊ Thai Thanh. Il est rattaché à la fédération française de karaté et disciplines associées, FFKDA, section arts martiaux vietnamiens (AMV) Les clubs de Yi-King Do participent à de nombreuses compétitions officielles et organisent régulièrement des rencontres et tournois.
L'école Yi-King Do Viet Nam Thai Cuc Quyen est formée d'environ deux cents pratiquants de six à soixante dix ans. 

## Les origines
Le Yi-King Do est un art martial Vietnamien, un style qui tire son essence d’une science millénaire : le Yi-King 

## Les fondamentaux
Le Yi-King Do tire son essence quatre préceptes : le courage, la fidélité, la sincérité et l’honnêteté. Ceux-ci ont été définis par Maître LÊ Thai Thanh qui en a donné sa propre vision et sa propre explication. Il appartient à chaque pratiquant de découvrir le sens de ces préceptes tout au long de son apprentissage et de son évolution et d’y ajouter sa propre définition,.

## La pratique
La pratique du Yi-King Do est variée. On y enseigne des techniques de combat pieds/poings, des projections et soumissions au sol et la pratique de plusieurs armes : Nunchaku, bô, double bâtons (Kali), tonfa, saï, éventails de combat et katana. 
Cette pratique se vit aussi à travers le partage, et le don aux autres.